# Jerzy Rohatyniec
Jerzy Rohatyniec (ukr. Юрій Козьмич Рогатинець, Jurij Koźmycz Rohatyniec, zm. po 1605 we Lwowie) – zamożny mieszczanin lwowski, prawosławny działacz społeczny, religijny i oświatowy, jeden z przywódców bractwa lwowskiego.
Pochodził z miasteczka Rohatyn. Ok. 1580 r. osiedlił się we Lwowie, gdzie był siodlarzem, a potem (?) kupcem. Jako jeden z przywódców bractwa lwowskiego (obok m.in. swojego brata Iwana) był inicjatorem utworzenia szkoły brackiej we Lwowie (1586). W okresie prac nad reformą prawosławia na ziemiach Rzeczypospolitej blisko współpracował z Konstantym Ostrogskim i Adamem (Hipacym) Pociejem. Ostatecznie jednak, jako uczestnik synodu w Brześciu w 1596 r., opowiedział się przeciwko unii z Kościołem katolickim. W kolejnych listach do bractw cerkiewnych: lwowskiego (1596) i wileńskiego (1599), zachęcał do oporu przeciwko unii i do obrony prawosławia. Był wykładowcą w Akademii Ostrogskiej. W l. 1604–1605 znalazł się w konflikcie z innym polemistą dyzunickim, Iwanem Wyszeńskim, który m.in. potępiał go za bogactwo.
Jerzemu Rohatyńcowi (lub Hiobowi Boreckiemu) przypisuje się autorstwo Perestrohy (Przestrogi), której autor przyczynę upadku Rusi i prawosławia widzi w budowaniu cerkwi i monasterów zamiast szkół. W efekcie czego Rusini uczęszczają do szkół polskich, co obok małżeństw mieszanych, jest jedną z głównych przyczyn apostazji.
Rohatyniec należał do czołowych intelektualistów prawosławnych w Rzeczypospolitej XVI/XVII w., Kasjan Sakowicz pisał o jego zwolennikach jako o sekcie rohatyńców.
Zmarł po maju 1605 r., według niektórych danych w 1608 lub 1609 r.

## Literatura przedmiotu
- Tomasz Kempa, Konstanty Wasyl Ostrogski (ok. 1524/1525-1608), wojewoda kijowski i marszałek ziemi wołyńskiej, Toruń 1997, ISBN 83-231-0796-3
- Tomasz Kempa, Wobec kontrreformacji. Protestanci i prawosławni w obronie swobód wyznaniowych w Rzeczypospolitej w końcu XVI i w pierwszej połowie XVII wieku, Toruń 2007, ISBN 978-83-7441-644-3.